# 콰이안라겐
콰이안라겐(독일어: Quaianalagen, 독일어로 ‘부두’ 또는 ‘부둣가’, 프랑스어: des quais) 또는 제우퍼안라겐(독일어: Seeuferanlagen, 독일어로 ‘호숫가 지역’에 대한 복수형)은 취리히 취리히 호수에 있는 일련의 호반 공원이다. 1887년에 개장한 부두는 취리히 발전의 중요한 이정표로 간주된다. 호숫가 호반 지역의 건설은 리마트강과 질강에 있는 중세의 작은 마을을 취리히 호숫가에 있는 현대적인 도시로 탈바꿈시켰다. 이 프로젝트는 공학자 아르놀트 뷔르클리가 총괄했다.

## 지리
부두는 취리히시 내의 취리히 호숫가에 있는 엥게, 제펠트 및 볼리스호펜 지구에 위치하고 있다. 전체 공사에는 취리히 호수의 유출부에 있는 중앙 뷔르클리 광장과 (서에서 동쪽으로) 사파-인젤, 슈트란드바트 미텐콰이, 벨부아파크, 미텐콰이, 수목원, 제네랄-귀장콰이, 젝세로이텐 광장이 포함된다. 우토콰이, 제바트 우토콰이,  제펠트콰이, 리스바흐 항구, 르코르뷔지에관, 블라터비즈, 중국정원, 취리히호른 및 티펜브루넨 욕장.
낮은 호수 유역에는 또한 초국가적 연속 111개 유적지의 취리히 호수 주변에 있는 거대한 선사 시대 말뚝 주거지 4개가 있다. 호르겐 문화의 중요한 장소의 대부분은 다음을 포함하여 호숫가에 위치하고 있다. 이전 호수 섬의 그로서 하프너 ; 취리히 호수의 유출에 있는 젝세로이텐 광장 반도에 있는 클라이너 하프너 및 알펜콰이, 취리히시에서 약 0.2ha의 영역 내에 위치한다.

## 볼거리

### 블라터비즈
블라터비즈는 제펠트콰이와 취리히호른 사이에 위치한 넓고 인기 있는 둔치로, 1839년에 제작 지역으로 설립되었으며, 그 이후로 야외 수영장(리도)으로도 이용되었다. 1926년 시정부는 토지를 매입하고, 공장 건물을 허물었다. 1939년에는 스위스 국립 박람회 Landi39가 개최된 곳이었고, 1959년에는 G59 전시회에도 사용되었다. 원예 박람회가 끝난 후 열린 공원은 시정부가 매입하여 큰 놀이터로 탈바꿈했다. 1993년 블러터비즈와 벨레리베스트라세 사이에 취리히 중국정원이 개장했다. 새로운 슈필플라츠 블라터비즈는 2006년 10월에 건설을 시작하여 2007년 6월에 문을 열었다. 인접한 놀이터의 변형에 따라 G59 전시회의 부분적으로 지하 케이블카 역이 ZüriWC 공중화장실로 재건되었다. 스위스 건축가 르 코르뷔지에의 작품을 전시하는 미술관인 르코르뷔지에관이 놀이터 맞은편에 있다.

### 제네랄-귀장콰이
1960년 앙리 귀장의 이름을 따서 제네랄-귀장콰이로 개명된 왼편의 알펜콰이는 도시인들을 위한 테라스형 산책로로 조성되었고, 4줄의 나무가 심어졌다. 2003년 개보수를 계기로 20세기 아스팔트로 덮인 표면이 원래의 자갈길로 복원되었다. 원래 나무인 세 줄의 이중 꽃 가시칠엽수 바우마니가 그 장소의 모습을 두드러지게 특징짓는다. 늙은 밤과 같은 바구니 모양의 왕관을 유지하기 위해 어린 나무들은 그들의 큰 줄기의 역사적 모델에 덮혀 있고, 주자들은 원하는 돌기와 같은 왕관으로 이동한다. 꽃개오동 및 개오동 종의 중간 트럼펫 나무 시리즈와 결합하여 컴팩트한 지붕 나무의 이미지를 얻을 수 있다.
3대에 걸친 예술 작품이 이 길 부분을 장식한다. 즉, 콰이교의 소위 뷔르클리스트라세(아르놀트 뷔르클리의 이름을 따서 명명됨)에 있는 헤르만 후바허(1959)의 가니메데스 조각 ; 크리스토프 하에를레(2003, 여성 가니메데스로 널리 알려짐)의 분홍색 콘크리트 분수 그릇; 알프레드 F. 블룬츌리(1903)의 모자이크 분수는 취리히 수목원의 동쪽에 있다.

### 하펜 엥게
하펜 엥게는 엥게의 항구 지역을 의미하며, 취리히 수목원과 슈트란드바트 미텐콰이 사이에 위치하고 있다. 항구 자체는 개인 소유의 선착장으로 사용된다. 레스토랑 Quai61이 있으며, 수목원에 인접한 주차장에는 매우 인기 있는 스낵바가 있으며, ZüriWC도 있다. 항구는 수목원에서 시작하여 세 부분으로 나뉜다. 주차장에서 미텐콰이 방면으로 일반적으로 회원을 위한 4개의 보트 하우스가 있다. 미텐콰이 리도 주차장에 동절기 전용 보트를 주차할 수 있다. 그곳에서 가장 인기 있는 조각상은 거대한 사자상(2013년에 리뉴얼됨)인 이른바 취리-로이(Züri-Leu)로, 공개적으로 접근 가능한 파도 차단기에 위치하고 있다.

### 하펜 리스바흐
하펜 리스바흐 또는 리스바흐 항구 지역은 제펠트콰이와 블라터비세 사이에 있다. 항구는 개인 소유의 선착장으로 사용된다. 2004년에 리스바흐스트라세에 있는 인기 있는 개방형 야외수영장(리도)에 있는 오래된 키오스크는 창문이 있는 건물로 교체되었다. 새로운 다각형 파빌리온은 건축가 안드레아스 푸리만과 가브리엘레 헤흘러에 의해 설계되었으며, 현재는 작은 레스토랑과 부속된 ZüriWC 공중화장실이 있다. 창의 색은 주변에 반사되어 저녁 시간에는 파빌리온이 조명된다. 원래 방파제 전면은 길이가 200m이며, 2003년과 2006년에 개조되었지만, 붕괴 위험으로 인해 완전히 개조되지 않았다. 따라서 자연석 건식 벽체도 같은 방식으로 재건되었다. 제펠트콰이는 다양한 디자인 기간의 공원 디자인을 결합한 조경가 빌리 노이콤의 작업에서 중요한 이정표이다. 돌기둥 클라우스투트는 원래 호수에 서 있었고 취리히시 공화국의 중세 권리인 반(경계)의 경계 지정 역할을 했다. 도시 어부의 어업권이 끝나는 지점을 표시한 곳이며, 여기서부터 아인지델른 수도원의 순례자들은 기도와 노래의 음량을 낮추어 개신교 도시에 대한 영광을 증명했다. 부두 건설에 매립지이기 때문에 기둥은 공원 한가운데에 서 있다. 헨리 무어의 조각품은 ‘양 조각’(Sheep Piece)으로 명명되었으며, 1976년에 기증되었다.

### 란디비스
Landi39 전시회의 이름을 따서 명명된 다양한 공개 행사가 이곳에서 계속 진행된다. 여기에는 젝세로이텐 광장에서 상연되는 서커스 크니의 캠프, 수많은 청소년 행사, 취리허 극장 슈페타켈, 1958년 SAFFA (스위스 여성 작업 전시회) 및 작은 다리로 연결된 인기 있는 인공 섬 사파-인젤이 포함된다. 수영을 좋아하거나 그곳에서 즐기는 수천 명의 사람들. 란디비스에는 스포츠를 위한 더 작은 하드 코트가 있는 넓은 초원이 있으며, 귀중한 오래된 나무가 있다. 축제 장소는 왼쪽 호숫가의 마지막 보급품의 일부이다. 1939년에는 스위스 국립 박람회의 이름을 따서 명명되었다.) 현재 크기로 확장되었다. 손을 든 소녀(Mädchen mit erhobenen Händen)는 이 지역에서 가장 주목할만한 조각품이다. 이 작품은 1939년에 만들어진 헤르만 할러의 작품이다.

### 미텐콰이
오토 바닝거의 고트프리트 켈러 기념관(1964)은 1959년 정원 전시회 G59의 몇 안 되는 유물 중 하나인 벌집 모양의 물 설치물인 바겐정원(Wabengarten)에 있다. 임시 전시용으로 지어졌기 때문에 낮은 밀도의 수영장에서 잘못된 기초와 물 손실에 대한 감소가 발생했다. 해안에서 몇 걸음 떨어진 취리히에는 미시시피강에서 시작하여 미주리까지 기포가 있는 낙우송이라는 또 다른 희귀 식물이 있다. 정박지에는 1999년 5월 홍수 이후에 검은오리나무가 심어졌고, 호수 주변의 높은 수위가 약속한 것보다 좋아지기 때문에 참오동나무 무리가 자란다. 2004년 시의회( 취리히의 행정 기관인 슈타트라트)는 호숫가 산책로의 이 지역에 대한 마스터 플랜을 개발하기로 결정했다. 인접한 호수 경찰이 새 건물을 계획하고, 미텐콰이에 대한 대중의 접근이 재구성되어야 했기 때문에 전체 지역의 전반적인 업그레이드 및 재개발이 계획되어 주차 시설과 취리히의 유일한 모래 해변 야외수영장인 미텐콰이 욕장까지 확장되었다.

### 제펠트콰이
제펠트콰이는 1970년대 호숫가 환경에서 우토콰이와 펠데크스트라세 사이의 유명하고 역사적인 산책로로 구성되어 있으며, 미텐콰이 맞은편에 있는 린덴스트라세로 이어진다. 우토콰이의 긴 산책로가 남쪽으로 확장된 곳으로 모래와 자갈 지역이 혼합된 해변이 있다. 수위의 변동으로 인해 일부 해안 섹션은 바위로 고정되어야 했다. 성 니콜라스의 이름을 따서 명명된 수직 돌기둥인 클라우스투트(Klausstud)는 리스바흐 항구 근처에 위치한 중세 도시 취리히의 이전 반 (경계선)이었다. 1864년에 지어진 실외수영장은 1887년에 문을 닫았지만, 이전의 리스바흐 지방 당국은 슈트란드바트 티펜브루넨과 제바트 우토콰이라는 두 개의 새로운 실외수영장 건설을 승인했다. 1975년부터 1977년까지 펠데크스트라세와 린덴스트라세 사이의 해안가는 조경가 비리 노이콤에 의해 재설계되었다. 공원은 수영장, 언덕 및 사암 블록으로 설계되었으며, 현재 제펠트 지역의 사유지로 원활하게 전환된다. 취리히에서 가장 분주한 도로 중 하나인 우토콰이 도로의 곡선 경로는 취리히호른과 블라터비세를 향한 경로의 직각 방향과 의도적으로 대조되도록 설정되었다. 그리고 시대를 대표하는 육각형 돌로 포장되었다. 나무는 새로운 디자인에 통합되었으며, 너도밤나무와 매달린 피라미드형 느릅나무, 진달래속과 진달래, 추가 관목과 장미 재배, 붓꽃, 풀, 대나무와 같은 특이한 식물로 보완되었다. 1999년에는 좀 더 투명한 식재로 대체되었고, 2007년에는 공원 구역을 장미 식물로 다시 업그레이드했다.

### 우토콰이
우토콰이는 리마트강의 방류수와 벨뷰광장(각각 젝세로이텐 광장 (클라이너 하프너) 광장) 사이에 위치하고 있으며, 제펠트콰이는 남동쪽에 인접해 있다. 산책로는 1887년에 지어졌으며, 제바트 우토콰이를 향한 잔디밭으로 밤나무를 심었다. 그것은 연철 난간과 호숫가로 이어지는 작은 계단이 있는 높은 방파제로 형성되었다. 교통 계획가들은 1960년대에 마스터플랜을 개발할 것을 촉구했으며, 이는 인접한 벨레리베스트라세를 요구했다. 도로 교통량이 급격히 증가함에 따라 확장된다. 유서 깊은 호숫가 산책로는 이동되어야 했으며, 1971년에 시행된 공사로 수면 바로 위의 콘크리트 더미 위에 새로운 산책로가 생겼다. 그러나 사업계획이 제대로 이루어지지 않아 1970년대의 물가길은 기존 산책로의 일부가 되어 1887년의 밤나무를 그대로 보존하여 현재의 넓은 산책로가 되었다. 2006년에 역사적인 방파제가 새로워졌고 우토콰이의 디자인은 이제 다른 시대의 디자인이 되었다. 건설을 위해 오래된 목욕탕을 마련해야 했기 때문에 당시 독립된 지방 자치 단체인 리스바흐는 슈트란드바트 티펜브루넨 (1886)과 제바트 우토콰이(1890)라는 두 개의 새로운 실외수영장을 지었다. 후자는 무어 스타일의 섬세하고 탑과 같은 구조가 있는 기둥 위에 있는 ‘목욕 궁전’이었다. 취리히에서는 처음으로 남녀가 같은 장소에서 목욕하는 것이 허용되었다. 1942년에 우뚝 솟은 돔은 목조 일광욕 테라스를 건설하여 강화되었으며, 원래 목욕실의 기본 구조는 여전히 보존된다. 보호할 가치가 있는 정원 및 지역사회 중요 시설 목록의 우토콰이 수치는 1989년에 설립된 추정 가능한 정원 및 지역적으로 중요한 부지의 목록이다.

## 역사
바우센츨리(오늘날의 슈타트하우스안라게)에 있는 이전 크라츠콰르티에 숙박 시설과 바우하우스 지역은 호숫가를 따라 있는 바로크 양식의 도시 요새 잔해를 매립하여 1833년에 확장되었다. 이것은 또한 첸트랄호프, 카펠러호프 및 뮌스터호프에서 한때 취리히의 소외된 시민들의 집이었던 뷔르클리스트라세를 향해 확장된 독특한 도시 축으로서 중세 크라츠콰르티에의 끝을 표시했다. 중세 지구는 1836년에서 1900년 사이에 철저히 정비되었으며, 현대적인 호반 도시를 건설하기 위해 완전히 철거되었다.
인구는 1881년 9월 4일에 계획된 호숫가 산책로를 건설하기로 한 취리히시와 엥게 및 리스바흐의 독립 시정촌의 결정을 환영했다. 엥게 항구와 가까운 취리히호른 옆의 전체 호수 유역을 포함하는 이 프로젝트는 관련된 세 커뮤니티에 상당한 재정적 위험이 있다. 똑똑한 금융 모델과 “초기의 확고한 낙관론은 이 도전을 훌륭하게 극복했다.”
대규모 토지 개간 작업은 1860년대에 우토콰이 지역에서 시작되어 약 20만㎡의 면적에 총 2,410만 ㎥의 석재와 호수 진흙이 필요했다. 이것은 배로 들여왔고 이 목적을 위해 특별히 설계된 기계에 의해 도입되었다. 전형적인 절차는 방파제를 건설한 다음 덜 안정한 호수 이레로 채우는 것이었다. 철도 건설과 리스바흐의 터널 및 절단면 발굴도 자재를 제공했으며, 지자체와 민간단체는 잔해를 매장하도록 초청되어 대량의 보상을 받았다.
아르놀트 뷔르클리-치글러는 프로젝트의 수석 엔지니어이자 조정자가 되기 위해 도시 엔지니어라는 직위를 포기했다. 건설 작업은 1881년 말에 시작되어 1883년 스위스 국립 전시회에서 부두의 일부를 선보일 계획이었다. 그러나 전체 해안 지역은 시간과 비용이 많이 드는 공공 소유 과정으로 변형되어야 했다. 이전에는 해안 토지가 개인 소유주였기 때문에 거의 전체 호수 지역은 일반인이 접근할 수 없었다. 한 기념사는 다음과 같이 논평했다. “취리히에는 호수가 있었지만, 시당국은 그것을 보지 못했고 [대중을 위한] 그의 지위는 거의 비밀에 가까웠다.”
취임식은 1887년 7월에 열렸고 콰이교는 호수의 왼쪽(리마트 하류 또는 남쪽)과 오른쪽을 연결하는 연결점이 되었다. 우토콰이, 뷔르클리스트라세 (알펜콰이), 제네랄-귀장콰이의 우아한 산책로가 호수의 오른쪽에 늘어서 있다. 넓은 공원 시설인 취리히 수목원은 미텐콰이와 현재의 볼리스호펜을 향한 남쪽 연결이 되었다.
1939년 스위스 국립 박람회는 기존 계획의 추가 확장을 시작했다. 호숫가 사이에 모노레일이 건설되었으나 전시 직후 철거되었다. 취리히 호른에서 인기 있는 관광 레스토랑인 카지노 취리히호른은 전시회 건물을 위한 공간을 제공하기 위해 일시적으로 제거되었으며, 그중 하나는 피셔슈투베 레스토랑으로 보존되었다. 1950년대에 기차역 티펜브루넨과 취리히호른 사이의 휴경지에서 제바트 티펜브루넨 리도가 세워졌다. 1960년대에 레이크사이드 레스토랑과 르코르뷔지에관의 신축 건물이 건설되었다. 원예 전시회 1959(G59)의 일환으로 제펠트콰이는 리스바흐 항구와 취리히호른 사이의 영국 풍경 스타일의 현재 자연 제방 설계, 거의 100년된 나무 제거, 모든 제방을 사암 석판으로 교체하는 등 중요한 변화를 겪었다. 그리고 돌. 1960년대 중반, 리스바흐스트라세 항구 지역이 최고조에 달했을 때 일부 소유자는 제펠트콰이에서 자신의 재산을 매각했다. 그 자리에 여러 기업 사무실과 개인 클리닉 제피라미드(Seepyramyde)가 나타났다. 마지막 확장은 취리히호른에 있는 취리히 중국정원이었다.